# Волхви
Волхви (церк.-слов. волхвъ, староцерк.-слов. вълхвъ; відуни, віщуни) — слов'янське жрецтво, служителі язичницького культу. Були передусім носіями релігійних знань, а також мудрецями, знахарями, лікарями.

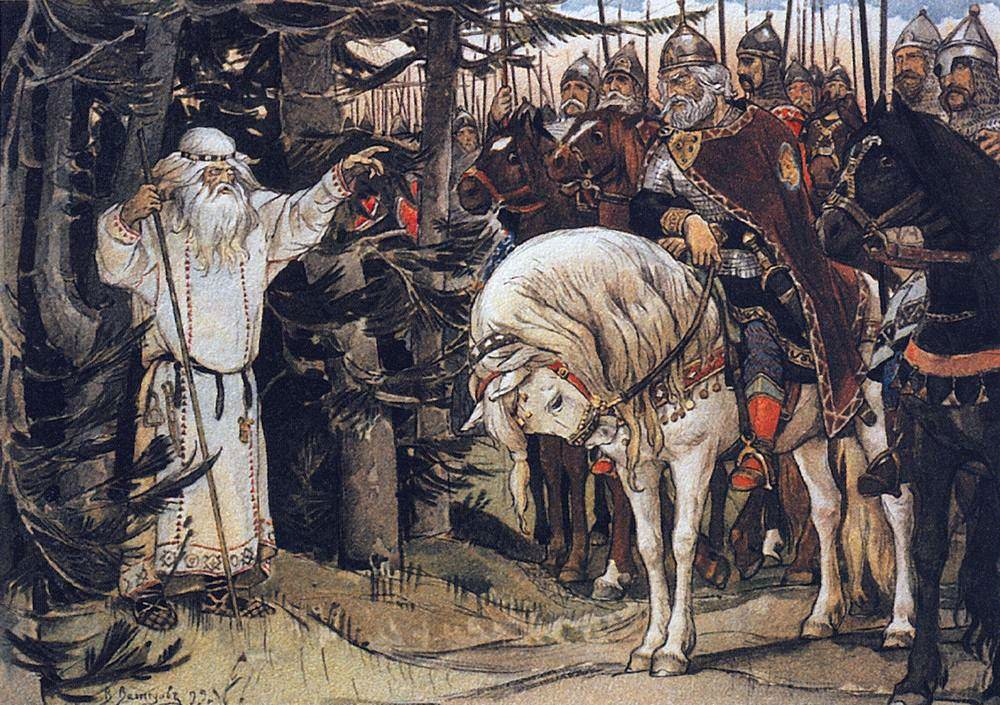
В. М. Васнецов. Зустріч князя Олега з волхвом. 899

## Волхви Русі
Вважалося, що волхви мали вплив на сили природи, вміли пророкувати майбутнє і лікувати людей та тварин. В писемних джерелах волхви часто фігурували як зѣлейники, тобто розумілися на лікарських рослинах, вони також були дитячими лікарями, вміли лікувати безпліддя, зара́зливі хвороби, поранених тощо. Найдавніша згадка про волхвів належить до літописної статті 912 року, де міститься розповідь про провіщення близької смерті князя Олега. Завдяки такому широкому спектрові занять у перших писемних джерелах існувала плутанина понять волхв, лікар, балій, зілейник, ворожбит. Волхва могла згадати з такими епітетами як премудрый, хитрець, филозофъ.
Волхви очолювали опір князям проти запровадження християнства на Русі. Брали участь у Суздальському повстанні 1024 року, у Ростовському повстанні 1071 року, на чолі яких намагалися стати і використати для боротьби проти поширення християнства та багатої знаті. Відповідно, в джерелах ранньомодерної доби слово волхвъ стало означати мудрець, віщун, провісник — часто з негативним сприйманням.

## Волхви (маги) у інших традиціях

### Волхви у християнстві
Словом волхви українські книжники перекладали біблійні слова чаклун, маг, (грец. ΜΑΓΟΣ), які прийшли до немовляти Ісуса (дивіться Три царі).
За класичною версією, в античні часи так називали служителів релігійного культу зороастризму, який до Різдва Христового був поширений не тільки на Сході, але й у Римській імперії. За езотеричною традицією, вони прийшли з земель Івана Хрестителя. Їх увага до небесних світил наводить на думку, що вони були також астрологами.
За західноєвропейською традицією, волхви називаються «чаклунами» (magi) (така думка базується на апокрифічному Євангелії від псевдо-Матфія та Протоєвангелії від Якова) і часто зображуються царями. Вперше назвав волхвів царями св. Цезарій з Арля. Середеньовічні апокрифічні джерела дали їм імена — Каспар, Мельхіор і Балтазар (раніше були поширені імена Авімелех, Охозат, Фікол; у сирійській традиції — Гормізд, Яздегерд, Пероз та ін.). Вони вважаються покровителями мандрівників — тому їхні імена часто використовуються у назвах готелів.
У східних християнських джерелах волхви набувають величі та блиску: вони прибувають в Єрусалим з почтом з тисячі людей, залишивши за собою на лівому березі Євфрата 7-тисячне військо. Коли вони повернулися до своєї країни (на найвіддаленішому Сході), біля берегів океану, вони споглядали життя та присвячували час молитвам, і коли апостоли розсіялись для проповідей Євангелія по всьому світі, то апостол Хома зустрів їх у Парфії, де вони прийняли від нього хрещення і стали проповідниками нової віри. Легенда додає, що їхні мощі знайдені згодом імператрицею Оленою були покладені спочатку в Константинополі, але звідти перенесені до Мілану, а потім до Кельну, де, як стверджують, їх черепи, як святині, зберігаються й дотепер.

### Маги на давньому Сході
Батьківщиною згаданих в україномовному перекладі Біблії волхвів є давній Схід, волхви або маги згадуються як особливий клас у мідійців і персів. За свідченням Геродота, вони були одним з 6-ти племен давніх мідян, яке, можливо, зосередило у своїх руках всі релігійні функції, як це було, наприклад, з племенем левитів у давніх євреїв.
Кельтський аналог слова волхв — друїд.

## Етимологія
Ст.-укр. волхвъ як болг. вълхва («розбійник»; «чарівник») та словен. vôlhva («чарівниця») походить від староцерк.-слов. вълхвъ («маг») та пов'язане з дієсловом влъсноути («бурмотати»). Існують теорії щодо походження основи *volth для слова «волхв» від давньоперськ. *parth («Парфія») шляхом багатьох перетворень протягом століть.
Від слова волхвъ походять слова волхвовати, волшебный, волшебникъ, волшебница, волшебство, яким в сучасній мові відповідають чарувати, чарівний, чарівник, чарівниця.